# Premios Angie Simonis
Los Premios Angie Simonis por la Igualdad y en contra de la discriminación son un reconocimiento a personas, entidades e instituciones que se han destacado por su compromiso por la igualdad y su defensa de la diversidad sexual y de géneros. Los premios, que se celebran en mayo con motivo del Día Internacional contra la LGTBfobia, llevan el nombre de la activista, escritora e investigadora de la Universidad de Alicante Angie Simonis, presidenta de la asociación Decide-T durante el periodo 2005 a 2008. Son entregados por la asociación Diversitat LGTBI Alicante y la Universidad de Alicante.

## Historia
En febrero de 2014, tras el repentino fallecimiento en noviembre de 2013 de la activista, escritora e investigadora Angie Simonis (1963- 2013) a causa de una grave enfermedad, se constituyeron en su honor y por mandato del I Congreso de Diversitat los Premios Angie Simonis por la Igualdad y en contra de la discriminación iniciativa que fue respaldada por la totalidad de los votos acreditados en el Congreso. 
En la primera edición José Luis Rodríguez Zapatero recibió el Premio Angie Simonis 2014 en la categoría a la defensa de las libertades públicas y derechos civiles. También fueron premiados ese mismo año la Universidad de Alicante y Amnistía Internacional.
Desde el año 2016, los premios Angie Simonis se realizan conjuntamente con la Universidad de Alicante, que coorganiza la entrega y da soporte institucional al acto.
En 2018, la familia de Simonis rompió su relación con los premios por discrepancias con la organización y debido a la presencia de la concejala del Partido Popular Marisa Gayo durante la ceremonia de premiación.
| Edición | Año  | Premiados | Ref.  |
| ------- | ---- | --- | ----- |
| I       | 2014 | - José Luis Rodríguez Zapatero - Unidad de Igualdad de la Universidad de Alicante - Amnistía Internacional | [ 6 ] |
| II      | 2015 | - Comisario de Policía Antonio Sogorb - Proyecto educativo "La Peluca de Luca" - Centro de Información y Prevención del SIDA de Alicante - Áreas de Igualdad de Comisiones Obreras (CCOO) y de Unión General de Trabajadores (UGT)           | [ 7 ] |
| III     | 2016 | - Celia Juan, Presidenta de la Asociación de Padres de Gais y Lesbianas en Alicante - Asociación de Policías Gais y Lesbianas (GAYLESPOL) - Gitanas Feministas por la Diversidad. Premio póstumo - Pedro Zerolo - Shangay Lily - Lyssa Silva | [ 1 ] |
| IV      | 2017 | - Carlos Arcaya - La Acera de Enfrente - Mónica Oltra - Ulrike Lunacek - Beatriz Gimeno - Juan David Santiago |       |
| V       | 2018 | - Daniel Moltó - Boti García Rodrigo - Pepe Álvarez - Observatorio Contra la Homofobia (OCH) - AMPGYL Familias contra la Intolerancia por género - Arkano                                                                                    | [ 5 ] |